# Kalendarium Głuska
Głusko (obecnie Głusko Duże, Głusko Małe, Głusko Duże-Kolonia) – tak nazywane w roku 1387, w wieku XIX: Głusko Duże wieś i folwark – 5 km na północny wschód od Opola Lubelskiego, około 77 km na północny wschód od klasztoru łysogórskiego, 13 km na wschód od Braciejowic, wsi kluczowej dóbr opactwa.

## Podległość administracyjna świecka i kościelna
Powiat lubelski; parafia Opole.

## Opis granic
- 1409 – łąki przy granicach z Opolem[4].
- 1415 – sąd ziemski zaświadcza, że Nieustęp z Głuska i Grot ze Słupczy ,,rozsypali i rozjechali” granice między Głuskiem a Opolem i Kowalą Grota[5].
- 1429 Andrzej z Niezabitowa zastawia Janowi Głowaczowi łąki w Głusku, w Krzczonowie i Corabnyeblotho za 7 grzywien[6].

## Własność - powinności,wydarzenia
Własność szlachecka
- 1387–1415 –  dziedzicem Bogusz[7][8][9].
- 1409–30 –  w działach występuje Nieustęp[10][11].
- 1413 –  dziedzic Bogusz sprzedaje sołectwo w Głusku i Woli za 30 grzywien szlachetnemu Michałowi z Koszewów[12].
- 1415-7 – sołtys Michał[13].

1415 – sąd ziemski zaświadcza, że Nieustęp z Głuska i Grot ze Słupczy ,,rozsypali i rozjechali” granice między Głuskiem a Opolem i Kowalą Grota.
- 1409–20 –  w działach występuje Dzichna-Dzierżka siostra Nieustępa[14][15].
- 1427 –  Grot (ze Słupczy występuje w roku 1415)[16].
- 1430 –  tenże zapisuje córce Małgorzacie, żonie Piotra z Drzewicy (pow. opoczyński) 200 grzywien na Głusku i Kowali[17].
- 1441–66 –  Piotr Drzewicki, zwany Francuz (syn Bogusława herbu Ciołek i Beaty, brata Mikołaja, sekretarza królewskiego)[18][19].
- 1451 –  Elżbieta, córka Piotra Francuza, żona Jana z Ziółkowa[20].
- 1461 –  Piotr zapisuje żonie Katarzynie 100 grzywien posagu na Głusku i Wolicy[21].
- 1465 –  Beata, córka Piotra Francuza, żona Stanisława z Winiar (pow. sandomierski) ([22]  V 407).
- 1442–69 –  Zawisza, dworzanin Władysława Warneńczyka[23][24].
- 1457 –  w działach część Katarzyny wdowy po Stanisławie z Woli Kowalskiej[25].
- 1470 –  w dziale między braćmi Głusko przypada starszemu Mikołajowi[26].
- 1470–80 –  dziedzicem Mikołaj Drzewicki herbu Ciołek, był folwark, 7 łanów kmiecych, karczma, 2 zagrodników z rolami (DLB II 545, III 252-3).
- 1487 –  Dorota, wdowa po Mikołaju Francuzie, ich syn Jan[27].
- 1491 –  Jan Francuz z Głuska[28].
- 1531-3 –  dziedzicami: Leski i Francuzowie, pobór z 1 łana i młyna (RP).

## Powinności dziesięcinne
Dziesięcina należała do klasztoru świętokrzyskiego i plebana Opola.
- 1460 –  dziesięciny sporne między plebanem Kazimierza (Dolnego) a opactwem świętokrzyskim[2], → Kalendarium Wolicy).
- 1463 –  układ między klasztorem  świętokrzyskim a plebanem Wilkowa o dziesięciny z Głuska, Wolicy i Końskowoli[a]
- 1464 –  sąd komisaryczny przysądza klasztorowi dziesięciny z wyżej wymienionych wsi[2].
- 1477 –  dziedzic Mikołaj zobowiązuje się oddawać plebanowi Opola dziesięcinę snopową wartości 30 groszy z nowo wykarczowanych ról folwarku[2].
- 1470–80 –  z 7 łanów kmiecych, 1 karczmy z rolą i od 2 zagrodników z rolą dziesięciny snopowe wartości do 7 grzywien dowożą klasztorowi świętokrzyskiemu, z folwarku dziesięcina należy do plebana Opola (DLb. II 545; III 252-3).
- 1529 –  dziesięcina snopowa wartości 3 wiardunki należy do stołu konwentu świętokrzyskiego, z folwarku dziesięcina snopowa wartości 1 grzywny pobiera pleban Opola[29].
- 1622 –  Głuscy od 10 lat nie oddają opactwu dziesięcin z Głuska i Wolicy[30].
- 1622, 1627 –  tak jak w  Wilkowie.
- 1627 –  klasztor pozywa Adama i Wojciecha Głuskich o nieoddawanie dziesięcin[30]
- 1637 –  ugoda klasztoru z tymiż o dzierżawę dziesięcin z Głuska i Wolicy[30]
- 1643 –  odnowienie umowy dzierżawy wyżej wymienionych dziesięcin na sumę 150 zł rocznie[30]
- 1644 – spór klasztoru z Zofią Głuską oraz Tomaszem i Stanisławem Głuskimi o wyżej wymienione dziesięciny[30]
- 1645 –  klasztor pozywa o dziesięciny z wyżej wymienionych wsi kolejno Zofię i Adama Głuskich[30]

1645 –  klasztor pozywa Józefa Głuskiego o dziesięciny.
- 1652 –  szlachetna Wojciechowa Głuska i Jan Głuski płacą konwentowi świętokrzyskiemu za dziesięciny z wsi Głuska i Wolica 20 zł[32].
- 1659 –  klasztor pozywa Głuskich i Myśliszewskiego o dziesięciny z wyżej wymienionych wsi[31].
- 1660 –  klasztor pozywa Poniatowskiego i Myśliszewskiego o dziesięciny z wyżej wymienionych wsi (ib.).
- 1661 –  ugody między klasztorem a Zofią i Stanisławem Głuskimi, spadkobiercami Adama Głuskiego, o dziesięciny z Głuska i Wolicy, oraz z Markiem Gołazowskim o dziesięciny z Głuska (ib.).
- 1665 –  klasztor skarży Głuskiego o nieoddawanie dziesięcin z pewnych części pól w Głusku (ib.).

1665 –  pokwitowanie klasztoru dla Niedrzyńskiego na sumę 100 zł za dziesięciny z Głuska i Wolic (ib.).
- 1710-2 –  spór klasztoru z Głuskimi i Romaszewiczową o dziesięciny z Głuska, Wolicy i → Czechówki (ib.).
- 1744 –  Dąbrowski wydaje klasztorowi asygnatę na 60 sztuk drzewa[33].
- 1750-2 –  spór i korespondencja klasztoru z Tomaszem Witkowskim o dziesięciny z Głuska i Wolicy (ib.).
- 1751 –  spór klasztoru z Franciszkiem Dąbrowskim i Andrzejem Głuskim o dziesięciny z wyżej wymienionych wsi (ib.).
- 1751-2 –  korespondencja przeora klasztoru z Bieleckim, Głuskim i Balińskim o wyżej wymienione dziesięciny (ib.).
- 1819 –  dziesięciny z Głuska i Wolicy należące do stołu konwentu kupuje za 54 zł gromada[34].

## Badania archeologiczne
- Na terenie wsi odkryto osadę neolityczną[35] i wczesnośredniowieczną z końca VI- połowy X w.[36][37][38].

Wał podłużny datowany na  koniec VI-połowa VIII w.
Ślady kultury materialnej na stanowiskach archeologicznych datowane na VIII-X wiek stwierdzono w trakcie badań Archeologiczne Zdjęcie Polski.